# Герб Брусилівського району
Герб Бруси́лівського райо́ну — офіційний символ Брусилівського району Житомирської області, затверджений рішенням № 185 «Про затвердження геральдики Брусилівського району» від 21.11.07 на 14-й сесії Брусилівської районної ради 5 скликання.

## Опис герба
Щит чотирикутної форми з півколом в основі розділений на три частини перев'яззю (скошений) зліва. У першому зеленому полі три золотих бруси один над іншим, зменшені за розміром від верхнього до нижнього; друге срібне поле — перев'язь, обтяжене трьома синіми квітками льону; в третьому червоному полі фрагмент давньої дерев'яної фортеці з баштою і зачиненими воротами.
Щит обрамлений декоративним картушем у вигляді вікна із листків дуба і пшеничного колосся, обвитого синьо-жовтою стрічкою. Над щитом декоративний бароковий візерунок, у центрі якого золотий лавровий вінок, обтяжений золотою книгою з хрестом. У підніжжі щита вплетені у вінок два кетяги калини.

## Значення символів
Срібна перев'язь — символізує річку Здвиж, яка перетинає територію району.
Квіти льону — символ Поліського краю, де найбільше культивують цю рослину і символ трьох міст — фортець, що берегли Київ — Вручний (Овруч), Іскоростень (Коростень) і Здвиженськ.
Книга — символ високої культури і високої релігії. Як джерело мудрості одкровення є «священною книгою». Книга — емблема просвітництва, знання, освіти. Зображення книги на деяких старих гербах — пряме зображення Святого письма — Біблії, Корану, Талмуду, Тори та ін., емблема святої книги.
У даному гербі у неї це ж значення — Біблія перекладена на українську мову, уславленим земляком, уродженцем Брусилова, видатним українським релігійним і культурним діячем Іваном Огієнком.

## Символіка кольорів
Зелений колір — символ достатку, надії, свободи, радості і процвітання, у даному гербі — символ розкішних лісів, які розкинулися на Брусилівщині.
Червоний колір — символ любові, мужності, сміливості, славетного історичного минулого.
Золото — символ християнських добродіянь: віри, справедливості, милосердя і смиренності та світських якостей: могутності, знатності, постійності і багатства.
Срібло — символізує чистоту, невинність, благородство, відвертість і чесність.
Золоті (балки) бруси — складники класичного гербового знаку «корчак», у даному гербі символізують бруси, які в історичну давнину заготовляли в даній місцині, що і відбили у її назві.
Золота фортеця — символ давнього городища, яке передувало появі міста Здвиженська, майбутнього Брусилова, центру теперішнього Брусилівського району.